# Wooramel River
Wooramel River är ett vattendrag i Australien. Det ligger i delstaten Western Australia, omkring 690 kilometer norr om delstatshuvudstaden Perth.
Omgivningarna runt Wooramel River är i huvudsak ett öppet busklandskap. Trakten runt Wooramel River är nära nog obefolkad, med mindre än två invånare per kvadratkilometer.  Klimatförhållandena i området är arida. Genomsnittlig årsnederbörd är 218 millimeter. Den regnigaste månaden är juni, med i genomsnitt 53 mm nederbörd, och den torraste är oktober, med 1 mm nederbörd.